# Keolis
Keolis er et fransk selskab, der driver persontog, sporvogne, busser, trolleybusser, kabelbaner og lufthavnsservice verden over. Selskabet, der har hovedsæde i Paris, ejes af de franske statsbaner SNCF med 70 % og den canadiske pensionsfond Caisse de dépôt et placement du Québec med 30 %.
Keolis havde en indtjening på over 5,1 mia. euro i 2013. Pr. december 2013 havde Keolis 54.600 ansatte i Australien, Belgien, Canada, Danmark, Frankrig, Indien, Luxembourg, Nederlandene, Norge, Portugal, Storbritannien, Sverige, Tyskland og USA.

## Danmark
I Danmark er den danske afdeling organiseret under Keolis Danmark. I efteråret 2014 blev City-Trafik fusioneret med Nettbuss og de skiftede navn til Keolis Danmark. 
Keolis Danmark råder over 1.500 medarbejdere og 450 busser, der kører på over 100 buslinjer hos Movia, Midttrafik og Nordjyllands Trafikselskab, hvilket gør det til det næststørste busselskab i Danmark, efter Arriva. I foråret 2015 vandt Keolis Danmark desuden udbuddet om drift på Aarhus Letbane. Kørslen, der udføres fra 2017, sker under datterselskabet Keolis Aarhus Letbane.